# Diospyros pentamera
Diospyros pentamera es un árbol de los bosques y selvas lluviosas en la familia (Ebenaceae) del ébano y del zapote negro que crece desde el sur del distrito de Illawarra (34° S) en Nueva Gales del Sur hasta la Meseta Atherton (17° S) en el trópico de Queensland, Australia. Se le conoce comúnmente como el Ébano Mirto (Myrtle Ebony), Mirto negro (Black Myrtle), Ciruelo gris (Grey Plum) o Persimon gris (Grey Persimmon).

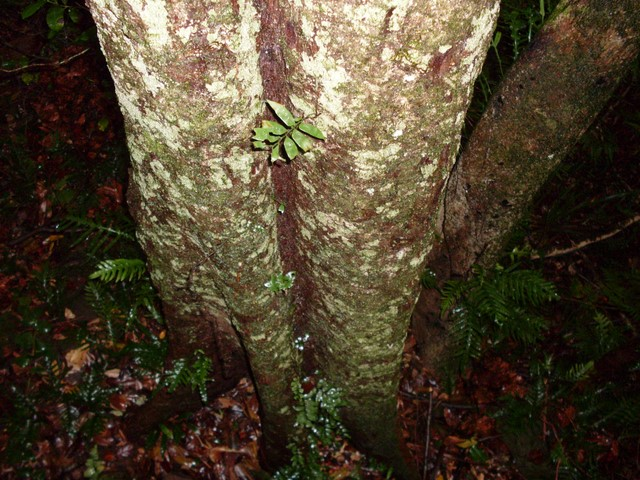
Vista del tronco

## Descripción
Diospyros pentamera es un árbol de talla pequeña a grande, de 6 a 40 metros de altura en la madurez, y 60 centímetros de ancho. Crece en varios tipos de bosques lluviosos, pero se desarrolla mejor en suelos volcánicos en áreas libres de incendios con gran pluviosidad.
Las hojas miden de 5 a 9 centímetros de largo, no están dentadas. Flores blancas fragantes se forman en primavera. La baya de tamaño mediano comestible madura alrededor de diciembre a febrero. Es comida por muchas aves del bosque incluyendo la tórtola cuco parda, el tilopo magnífoco, el tilopo reina, la paloma bicrestada, losverdugos, el pergolero regente y la oropéndola de Timor. La germinación de la semilla fresca es rápida pero ocasionalmente no es segura. Este árbol es fácil de identificar en el bosque lluvioso por su corteza rugosa, que se parece a la de los árboles de corteza de hierro.

## Taxonomía
Diospyros pentamera fue descrita por (F.Muell.) Woods & F.Muell.  y publicado en Austral. Veg. 35. 1867.
Etimología
Diospyros: nombre genérico que proviene de (διόσπυρον) del griego Διός "de Zeus" y πυρός "grano", "trigo" por lo que significa originalmente "grano o fruto de Zeus". Los autores de la antigüedad usaron el vocablo con sentidos diversos: Teofrasto menciona un   diósp¯yros –un árbol con pequeños frutos comestibles de huesecillo duro–, el que según parece es el almez (Celtis australis L., ulmáceas), y Plinio el Viejo (27.98) y Dioscórides lo usaron como otro nombre del griego lithóspermon, de líthos = piedra y spérma = simiente, semilla, y que habitualmente se identifica con el Lithospermum officinale L. (boragináceas). Linneo tomó el nombre genérico de Dalechamps, quien llamó al Diospyros lotus "Diospyros sive Faba Graeca, latifolia".
pentamera: epíteto
Sinonimia
- Cargillia arborea A.Cunn. ex Hiern
- Cargillia pentamera F.Muell.
- Maba pentamera (F.Muell.) F.Muell.[4]